# Тетерино (Угранский район)
Тетерино — Деревня в Угранском районе Смоленской области России. Входит в состав Знаменского сельского поселения.
Население — 15 жителей (2007 год).

## География
Расположена в юго-восточной части области в 27 км к северо-востоку от Угры, в 3 км восточнее автодороги Р132 Вязьма—Калуга—Тула—Рязань, на берегу реки Вороновки. В 8 км северо-западнее от деревни находится железнодорожная станция О.п. 22-й км на линии Торжок—Брянск.

## История
В середине XIX века деревня — во 2-м стане Юхновского уезда Смоленской губернии, по состоянию на 1886 год — в составе Вёшковской волости того же уезда. 
В годы Великой Отечественной войны деревня была оккупирована гитлеровскими войсками в октябре 1941 года, освобождена в марте 1943 года.

## Население
В 1859 году во владельческой деревне Тетерина (по правую сторону Вяземского тракта; при ручье Кашенце) насчитывалось 30 дворов, 130 мужчин и 133 женщины.
В 1886 году в деревне Тетерино Вёшковской волости Юхновского уезда было 60 домохозяйств, в которых проживали 226 мужчин, 218 женщин.   
По данным Всероссийской переписи населения 2002 года в деревне Тетерино Вёшковского сельского округа проживали 17 человек, преобладающая национальность — русские (100%).

## Люди, связанные с Тетерино
- Калинкина, Прасковья Ивановна (1901, Тетерино — 1978) — советский хозяйственный, государственный и политический деятель, председатель Чебоксарского горисполкома (1938—1939).